# Know What Is Above You
Know What Is Above You (signifiant en français : « Connais ce qui est au-dessus de toi ») est une œuvre musicale de Steve Reich composée en 1999 pour voix et percussions.

## Historique
Cette œuvre extrêmement courte est une commande de la radio publique new-yorkaise WNYC au compositeur pour Anonymous 4. Elle a été donnée en première mondiale le 19 novembre 1999 à l'église St. Ann de Brooklyn,.
Le texte est de Pirkei Avos d'après The Ethics of the Fathers.

## Structure
Composée d'un mouvement unique de trois minutes, Know What Is Above You est écrite pour un ensemble de voix solistes de trois sopranos et un contralto solo, et de deux percussions.